# Cheratoglobo
Il cheratoglobo è una malattia rara e degenerativa che colpisce la cornea, la quale cambia forma e assume un aspetto sferoidale e sporgente, associato ad un estremo assottigliamento della stessa. È una forma più rara del cheratocono e, come quest'ultimo, colpisce generalmente entrambi gli occhi, manifestandosi nel periodo adolescenziale e progredendo fino ai quarant'anni circa.
Come nel caso del cheratocono, non sono ancora chiare le cause che portano all'insorgenza di questa malattia, che viente talvolta assimilata alla megalocornea, tuttavia è opinione diffusa che si tratti di una malattia congenita. Il cheratoglobo viene trattato con la stessa chirurgia conservativa del cheratocono e, a seconda del quadro clinico, possono essere utilizzati gli Inserti intracorneali (ICRS), la Mini Cheratotomia Radiale Asimmetrica (M.A.R.K.), il Cross-linking o, nei casi più evoluti, un esteso trapianto di cornea.  Se non trattato per tempo, può portare alla perforazione di una o più parti della cornea, può essere diagnosticato da una visita del medico oculista.